# 2023年5月

## 5月1日
- 路卡·在決賽中以18−15擊敗馬克·，獲得2023年世界司諾克錦標賽的冠軍[1]。
- 美国联邦存款保险公司宣布接管宣告破产的第一信託銀行，转由摩根大通收购[2]。
- 上午6時34分許，印尼峇里省巴東縣南庫塔區金巴蘭海灘（英语：Jimbaran）峇里島洲际酒店（InterContinental hote）发生命案，造成2人死亡，其中為男性游客和女性游客，均為中国公民。2人是情侣关系。男性名为Li Chiming，广西桂林平乐人，於1998年出生；女性名为Cheng Jianan，江西九江浔阳八里湖人，於2001年出生。此事件引发中国人民关注[3][4]。

## 5月3日
- 凌晨2時30分許，俄罗斯莫斯科市中央行政區特維爾區克里姆林宫遭两架来历不明的无人机袭击[5]。
- 上午8時40分許，塞爾維亞貝爾格萊德弗拉查爾弗拉迪斯拉夫·里布尼卡尔小學發生槍擊事件，造成9人死亡、7人受傷[6]。
- 印度曼尼普尔邦梅泰族因不满钦族准备被列为表列部落而爆发种族暴动（英语：2023 Manipur violence），造成至少55人死亡、260人受傷，約2.3萬人逃離家園[7]，超過500間房屋被燒毀[8]。当地实施宵禁和封锁互联网，并派遣印军实施戒严[9][10]。

## 5月4日
- 土耳其安卡拉舉行黑海经济合作组织議會大會第61屆峰會，俄羅斯國家杜馬代表奧加·季莫菲娃（英语：Olga Timofeeva）在現場持手機對鏡頭發表談話時，烏克蘭國會議員奧列克桑德爾·馬里科夫斯基（英语：Oleksandr Marikovskyi）到她身後展開烏克蘭國旗。俄羅斯國家杜馬國際部僱員瓦列裡·斯塔維茨基（Valery Stavitsky）看到後，上前將國旗搶下，此舉激怒了馬里科夫斯基，衝上去揍斯塔維茨基幾拳，直到保安介入將2人分開。俄羅斯駐土耳其大使館表示，斯塔維茨基已送醫觀察治療[11]。
- 江苏江阴发生枪击事件，两人受伤，无人死亡[12][13]。

## 5月5日
- 2023年東南亞運動會在柬埔寨首都金边摩罗多克泰科国家体育场开幕[14]。
- 世界卫生组织宣布2019冠状病毒病疫情不再构成国际关注的突发公共卫生事件[15]。
- 那不勒斯提前五輪獲得2022年至2023年意大利足球甲级联赛冠軍，也是時隔33年再次獲得此榮譽[16]。
- 下午2時42分許，日本石川县能登半岛发生Mj6.5级地震，震源深度约12千米[17]，造成1人死亡、27人受伤，一名男性死者在地震時從梯子上摔落，重傷不治。強震造成多棟建築物倒塌[18]，也造成珠洲市蛸島町的高倉彦神社倒塌[19]。

## 5月6日
- 查爾斯三世和卡蜜拉王后加冕禮在英國英格蘭大倫敦西敏市的西敏寺舉行[20]。
- 浦和红钻夺得2022年亚足联冠军联赛冠军。[21]

## 5月7日
- 印度东北部的曼尼普尔邦爆发族群冲突，已致50余人死亡超2万人流离失所[22]。

## 5月8日
- 因加拿大港裔眾議員莊文浩在香港的家屬受到中國政府恐嚇和騷擾，加拿大政府宣布驅逐中國駐多倫多總領事館外交官趙巍，並將其列為「不受歡迎人物」[23]。
- 當地時間下午4時許，日本東京都足立區西新井榮町（日语：西新井栄町）西新井車站，一罐被放置在自動售票機旁的咖啡罐發生爆炸，造成2人受傷，其中為一名20多歲女子和一名女站務員。警方逮捕一名49歲中國籍男子，其在爆炸前幾分鐘將咖啡罐放在售票機前。據男子供稱罐裡液體，為從公司攜帶出來，欲帶回家中的清潔劑。警方循過失傷害嫌疑調查[24][25]。

## 5月9日
- 由于加拿大政府在5月8日宣布驅逐中國駐多倫多總領事館外交官趙巍，中国政府宣布采取对等反制措施，将加拿大驻上海总领馆领事甄逸慧列为“不受欢迎的人”，要求其在5月13日前离华[26][27]。

## 5月10日
- 货运飞船天舟六号从中国文昌航天发射场使用长征七号运载火箭发射升空，并在数小时后与空間站組合體在軌完成快速自主交会对接[28]。
- 中午12時29分，台灣台中市南屯區文心南路的台中捷運豐樂公園站附近的興富發建設集團建案「文心愛悅」的路邊大型吊車在吊掛工程時發生工安意外，吊臂砸破捷運軌道隔音牆並擊中行駛中的捷運車廂，造成1人死亡、10人受傷，死者52歲林姓女子為靜宜大學法律系助理教授，傷者包括一名加拿大籍男子[29][30]。

## 5月11日
- 世界卫生组织宣布猴痘疫情不再构成国际关注的突发公共卫生事件[31]。

## 5月13日
- 瑞典歌手羅琳凭歌曲《纹身》拿下2023年欧洲歌唱大赛冠军，成为首位2次夺得欧唱大赛冠军的女歌手[32]。

## 5月14日
- 气旋摩卡毀滅性重創緬甸，造成145人死亡、13人受傷、約400,000人流離失所，死者中91人死於國內流離失所者營地[33]，死者包括4名士兵、24名當地居民、117名罗兴亚人[34]。因氣旋摩卡導致沿岸地區山體滑坡，孟加拉和緬甸要求當地居民大規模撤離[35]。
- 2023年土耳其大選舉行，议会选举由执政党正义与发展党取得多数席位，总统选举因无人取得过半票数，进行第二轮选举[36]。
- 皮塔·林家倫拉率領的前進黨在2023年泰国众议院选举中取得多數席位[37]。

## 5月15日
- 提前四輪獲得2022–23賽季西班牙足球甲級聯賽冠軍，也是時隔4年再次獲得此榮譽[38]。

## 5月16日
- 凌晨3时许，中国籍渔船“鲁蓬远渔028”在印度洋中部海域倾覆（英语：Lu Peng Yuan Yu sinking），造成39名船员失联，其中17人为中国籍、17人印尼籍、5人菲律宾籍[39]。

## 5月17日
- 中国笑果文化旗下的脱口秀演员李昊石（艺名“House”）2次在脱口秀中暗示玩梗中国人民解放军[40]，引发民众和军方的愤怒，谴责和热议[41]。笑果文化遭没收违法所得逾132万元，罚款逾1335万元，并无限期暂停在北京的所有演出活动。中演协要求会员单位对李昊石进行从业抵制[42]。此事件因此被北京市公安局立案[43]。
- 厄瓜多尔总统吉列尔莫·拉索宣布解散国民代表大会，新一届大选将于6个月内举行[44]。

## 5月18日
- 中国—中亚峰会在中国陕西省西安市开幕[45]。

## 5月19日
- 第49屆七大工業國組織會議於日本廣島縣廣島市開幕[46]。

## 5月20日
- 曼城提早三輪獲得2022年至2023年英格蘭足球超級聯賽冠軍[47]。

## 5月21日
- 中國羽毛球隊3比0擊敗韓國隊，贏得2023年蘇迪曼盃，為歷史上第13次奪冠[48]。
- 2023年东帝汶议会选举举行[49]。
- 国泰航空公司三名空中乘务员因在由成都天府国际机场飞往香港国际机场的CX987次航班服务过程中语言歧视乘客，引发歧視非英語乘客風波[50]。

## 5月22日
- 由俄罗斯志愿军团和自由俄羅斯軍團组成的叛军组织对俄罗斯别尔哥罗德州格赖沃龙区发动袭击，占领科津卡和格拉波多（英语：Gora-Podol）[51]。

## 5月23日
- 在空缺4个月后，新任中华人民共和国驻美大使谢锋赴华盛顿就任[52]。

## 5月24日
- 美国食品药品监督管理局批准Neuralink进行治疗瘫痪及失明的腦植入物的首次临床研究。[53]
- 當地時間下午4時30分許，日本长野县中野市信州中野站发生枪击事件（日语：長野猟銃立てこもり事件），造成4人死亡，其中為2名員警、2名民眾，民眾中包括1名男子、1名婦女[54][55]。
- 中華民國行政院發函通令：「中国大陆人民不具中華民國國籍、非屬中華民國國民」[56][57][58]。

## 5月25日
- 俄罗斯最高法院裁定人民自由党清盘解散[59]。

## 5月27日
- 拜仁慕尼黑在联赛最后一轮反超多特蒙德，夺得2022年至2023年德国足球甲级联赛冠军。[60]
- 法国电影获得第76屆坎城影展金棕榈奖。[61]

## 5月28日
- 掌權逾20年的雷傑普·塔伊普·埃爾多安宣布在第二輪的土耳其總統大選決選中獲勝。他在第二輪得票率為53%，他的對手凱末爾·基里達歐魯的得票率為47%[62]。
- 中国东方航空MU9191航班从上海虹桥国际机场飞往北京首都国际机场，为中国商飞C919客机的首次商业飞行[63]。
- 巴黎圣日耳曼提前一輪獲得2022年至2023年法國足球甲級聯賽冠軍，成功衛冕此榮譽[64]。

## 5月29日
- 有17年歷史，曾為香港民主派第二大黨的公民黨決議解散[65]。